# Made in USA
Made in USA är ett musikalbum av Sonic Youth och soundtracket till filmen med samma namn. Albumet spelades in år 1986 strax efter de var klara med albumet EVOL. Albumet släpptes dock inte förrän 1995.

## Låtlista
1. Mackin' for Doober
2. Full Chrome Logic
3. Secret Girl
4. Cork Mountain Incident
5. Moustache Riders
6. Tuck N Dar
7. Moon in the Bathroom
8. Thought Bubbles
9. Rim Thrusters
10. Lincoln's Gout
11. Coughing Up Tweed
12. Pre-Poured Wood
13. Hairpiece Lullaby 1 & 2
14. Pocketful of Sen-Sen
15. Smoke Blisters 1 & 2
16. The Velvet Plug
17. Giggles
18. Tulip Fire 2
19. The Dynamics of Bulbing
20. Smoke Blisters 3 & 4
21. O.J.'s Glove or What?
22. Webb of Mud 1, 2 & 3
23. Bachelors in Fur!